# Jean-Denis-René de La Croix de Chevrières de Saint-Vallier
Pour les articles homonymes, voir de La Croix, Chevrières et Saint-Vallier.
Pour les autres membres de la famille, voir Famille de la Croix de Chevrières.
Jean-Denis-René de La Croix de Chevrières de Saint-Vallier (° 6 octobre 1756 - Clérieux † 13 mars 1824 - Valence), marquis de Chevrières, comte de Saint-Vallier et de l'Empire, baron de Serves et de Clérieux, est un militaire et un homme politique français des XVIIIe et XIXe siècles.

## Biographie
Fils aîné de Nicolas de La Croix (1714-1798), comte de Saint-Vallier, marquis de Chevrières et de Clérieux, baron de Serves, etc., capitaine de dragons, chevalier de Saint-Louis, et de Jeanne-Gabrielle de Grolée, entra dans l'armée et devint enseigne à drapeau.
Jean-Denis-René était sous-lieutenant au régiment des Gardes françaises depuis 1793,, et maréchal de camp en 1789, il fut, en 1790, incorporé dans un régiment, et fit les campagnes de 1791 et de 1792.
Pendant les orages de la Révolution La Croix de Chevrières quitta le service et se tint prudemment à l'écart.

### Sous l'Empire
Il ne reparut sur la scène publique qu'après le coup d'État du 18 brumaire, et fut nommé membre du conseil général de la Drôme lors de sa formation. Lié d'amitié avec le préfet de ce département, Descorches de Sainte-Croix, il voulut alors s'ingérer dans son administration par des avis et des remontrances qui n'étaient pas toujours bien accueillis, et donnèrent lieu à une fort curieuse correspondance.
Napoléon Ier, auquel il s'était rallié avec un certain enthousiasme, le nomma membre du Sénat conservateur le 12 pluviôse an XIII (1er février 1805), et, le 24 juin 1808, président de ce corps (il exerça ces fonctions du 1er juillet suivant au 1er juillet 1809).
Créé comte de l'Empire le 26 avril 1808, il fut pourvu de la sénatorerie de Gênes le 16 septembre 1808, puis, fut nommé le 28 décembre, président du grand conseil d'administration du Sénat pour 1809. À la tête du Sénat, il vint complimenter, le 24 janvier 1809, l'Empereur à son retour d'Espagne.
Le comte de Saint-Vallier fut créé grand-croix de l'Ordre de la Réunion le 3 avril 1813. Le 26 décembre de cette année, il fut envoyé comme commissaire extraordinaire dans la 7e division militaire (Dauphiné), pour y organiser la défense du territoire contre l'invasion par les Alpes. Arriva à Grenoble, chef-lieu de cette division, le 7 janvier 1814, il y accéléra la levée en masse et prit les mesures qu'exigeaient les circonstances. L'armée de volontaires qu'il leva reprit bientôt aux alliés Chambéry et le département du Mont-Blanc. « L'énergie et l'étonnante activité qu'il déploya dans l'accomplissement de cette mission sont pour sa mémoire un véritable titre de gloire ».
Le 3 avril 1814, il adhéra à la déchéance de Napoléon Ier.

### Sous la Restauration
Rallié aux Bourbons, le gouvernement royal restauré le promut lieutenant-général, l'appela à la Chambre des pairs (pair « à vie » le 4 juin 1814 puis comte-pair héréditaire le 19 août 1815).
Au retour de l'Ile d'Elbe, il se retira à Saint-Vallier, et y resta loin des affaires publiques pendant les Cent-Jours.
Grand officier de la Légion d'honneur le 6 janvier 1815, le comte de Saint-Vallier vota pour la mort dans le procès du maréchal Ney.
Il fut appelé successivement au commandement de la 2e division militaire à Châlons-sur-Marne le 4 novembre 1817, et, enfin, aux fonctions de gouverneur du château de Meudon le 9 mai 1822. Le comte de Saint-Vallier avait été nommé président du collège électoral du département de la Drôme les 26 juillet 1815 et 12 octobre 1820.
Le 23 décembre 1823, il obtint par ordonnance royale que son titre de pair, avec le rang et la dignité qui l'accompagnent, soient transmis à son gendre Alfred-Philibert-Victor de Chabrillan. Saint-Vallier mourut au mois de septembre 1824, sans laisser d'enfants mâles.

## Titres
- Marquis de Chevrières, baron de Serves et de Clérieux,
- Comte de Saint-Vallier et de l'Empire (lettres patentes du 26 avril 1808, Bayonne) ;
- Titulaire de la sénatorerie de Gênes (16 septembre 1808) ;
- Pair de France[7] :
  - Pair « à vie » par l'ordonnance royale du 4 juin 1814,
  - Titre de comte-pair héréditaire le 31 août 1817,
  - Transmission à son gendre Moreton de Chabrillan par ordonnances des 23 décembre 1823 et 14 juin 1827.

## Distinctions
- Légion d'honneur[8] :
  - Légionnaire (27 nivôse an XIII : 17 janvier 1805), puis,
  - Commandant (30 juin 1811), puis,
  - Grand officier (6 janvier 1815) ;
- Grand-croix de l'ordre de la Réunion (3 avril 1813) ;

## Armoiries
| Figure | Blasonnement |
|        | Armes du comte de Saint-Vallier et de l'Empire Coupé : au I, d'azur à trois croix d'argent rangées en fasce ; au II, de geules au cheval issant d'or ; au franc-quartier brochant des comtes sénateurs, - Livrées : bleu, rouge, jaune et blanc |
|        | Armes du marquis de Chevrières, comte-pair héréditaire D'azur, au buste de cheval d'or, animé de gueules; au chef cousu de gueules, chargé de trois croisettes d'argent., - * Ces armes emploient le terme « cousu » dans le seul but de contrevenir à la règle de contrariété des couleurs : elles sont fautives (Chef de gueules sur champ d'azur). - Armes parlantes (Croisette ⇒ La Croix ). Supports : deux licornes. Couronne : De marquis sur l'écu et couronne de comte sur le manteau. Devise : « Indomitum Domuere Cruces. » Cri : Guerre ! |

## Famille
- Fils aîné de Nicolas Amédée de La Croix de Chevrières[11] (1714-1798) et de Jeanne Gabrielle de Grolée, Jean-Denis-René de La Croix de Chevrières épouse, en 1801, à Marie-Louise de Mazenod (° 5 décembre 1768 - Saint-Marcellin † 8 avril 1853 - Saint-Vallier), fille aînée de Jean-François de Mazenod (1706-1779) et de Marie de Vertamy (morte en 1787), veuve en premières noces d'Antoine-Alexandre Rey, seigneur du Mouchet († 1793 - Lyon). De ce mariage naît une fille unique :
  - Marie-Madeleine Charlotte Pauline (° 29 décembre 1803 - château de Saint-Vallier † 28 août 1859 - château de Saint-Vallier), mariée le 28 avril 1823 avec Alfred-Philibert-Victor de Chabrillan (1800-1871), dont :
    - Postérité.

Le marquis de Chevrières avait trois frères :
- Jean-Claude-Marie (° 1er mars 1758 † 1810), officier de marine ;
- Charles-Paul (° 8 février 1759 † 16 novembre 1833), officier de marine, député de la Drôme à la Chambre introuvable ;
- Amédée-René-Félix (1771 † 1837), officier d'infanterie.